# Johnny Messner
Johnny Messner (Syracuse, Nova Iorque, 11 de abril de 1970) é um ator estadunidense.